# Una pandilla genial
Las gallinas locas 1. Una pandilla genial (título original en alemán, Die Wilden Hühner) es un libro de aventuras escrito por Cornelia Funke dirigido al público de literatura juvenil. Es el primer volumen de la serie Las Gallinas Locas.

## Personajes
- Las Gallinas Locas: Sardine, Frida, Melanie, Trude
- Los Pigmeos: Fred, Willi, Steve, Torte
- Los Profesores: Señorita Rose
- Familiares: abuela de Sardine
- Edad de los personajes:13

## Argumento
A Sardine, una chica de 13 años, se le ocurre la idea de formar una pandilla; así que se junta con otras tres chicas de su edad: Frida, Melanie y Trude, deciden ponerse el nombre de las Gallinas Locas y se cuelgan una pluma del cuello.
Se pasaran las tardes peleándose y gastándose bromas con la pandilla de Los Pigmeos,un grupo de chicos.
También tendrán que descubrir para que sirve la llave negra de la casa de la abuela de Sardine, que se ha ido fuera una semana.
Al final después de bromas y trastadas harán una fiesta de reconciliación con Los Pigmeos.

## Libros de la serie
- Las Gallinas Locas 1. Una pandilla genial (2005)
- Las Gallinas Locas 2. Un viaje con sorpresa (2005)
- Las Gallinas Locas 3. ¡Que viene el zorro! (2006)
- Las Gallinas Locas 4. El secreto de la felicidad (2006)
- Las Gallinas Locas 5. Las Gallinas Locas y el amor (2007)